# Zenarchopterus dispar
Zenarchopterus dispar is een  straalvinnige vissensoort uit de familie van halfsnavelbekken (Hemiramphidae). De wetenschappelijke naam van de soort is voor het eerst geldig gepubliceerd in 1847 door Valenciennes.
De soort staat op de Rode Lijst van de IUCN als Onzeker, beoordelingsjaar 2010. De omvang van de populatie is volgens de IUCN dalend.